# Zonotrichia atricapilla
El gorrión gorridorado o chingolo coronidorado (Zonotrichia atricapilla) es una especie de ave paseriforme de la familia Passerellidae propia de América del Norte. Cría en el norte de Alaska y de Canadá y migra al oeste de Estados Unidos y norte de México para pasar el invierno.
Los adultos miden entre 15 y 17 cm de longitud (desde la punta del pico hasta la punta de la cola) en promedio. No hay dimorfismo sexual. El color del cuerpo es muy similar al de otras especies de su género: partes dorsales pardas leonadas y partes dorsales gris plomo, con algunos tonos parduscos en el vientre. Sus características diagnósticas se encuentran en la cabeza: una corona amarillo brillante con algo de blanco en la parte posterior, rodeada por una gruesa raya negra que limita con los ojos y comprende la frente. El resto de la cabeza, incluyendo mejillas, nuca, garganta y cuello, es gris.

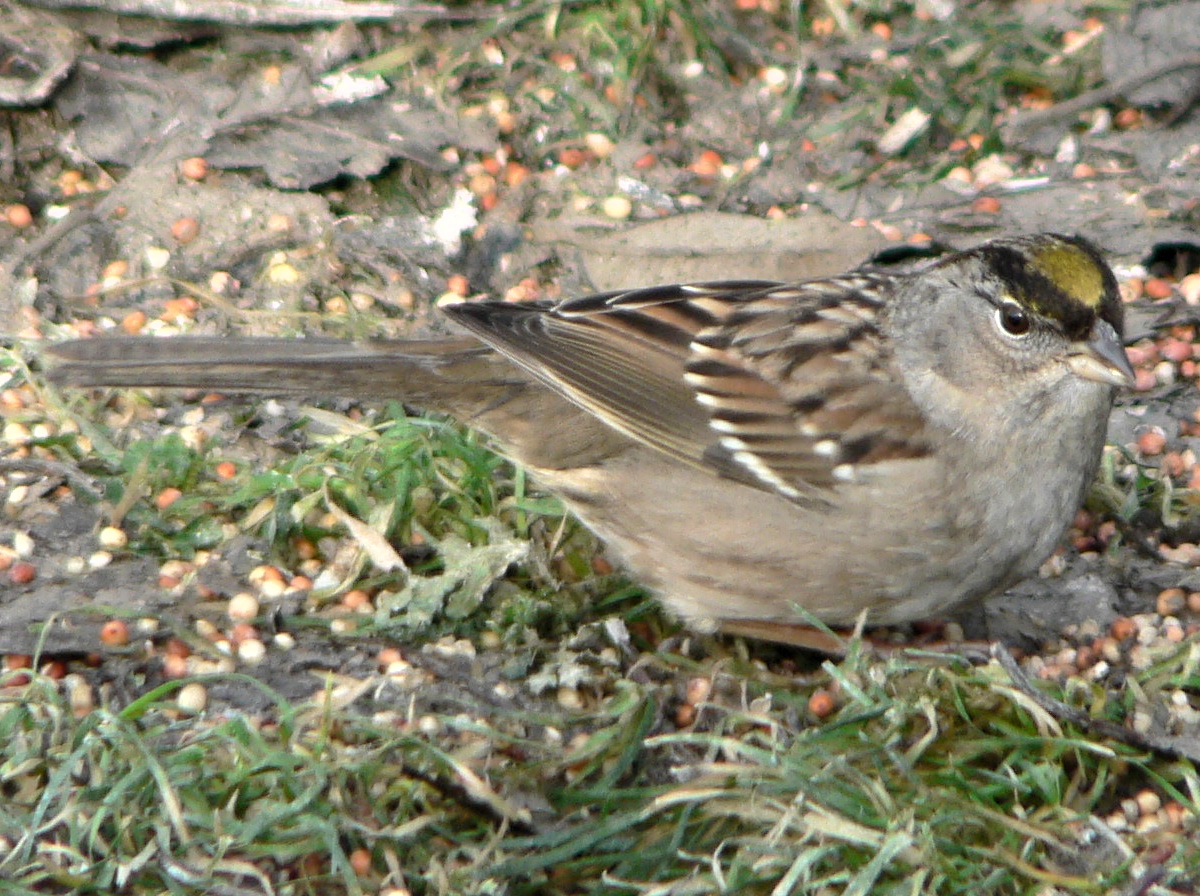
Individuo con plumaje invernal.

En invierno, el plumaje de los adultos puede cambiar, volviéndose más opaco. La corona puede permanecer de un color amarillento, o en algunos casos puede ser totalmente parda, lo que hace difícil la identificación de la especie. El mismo patrón de plumaje se aplica en los individuos juveniles.
Su hábitat en primavera y verano es el interior de bosques de coníferas y en áreas de vegetación arbustiva de tundra. En esa temporada, su distribución comprende Alaska y el noroeste de Canadá (Yukón, Territorios del Noroeste, Columbia Británica). En invierno migra al sur, para distribuirse desde el extremo suroeste de Canadá hasta el norte de la Península de Baja California, en México, y a lo largo de una amplia franja del oeste de los Estados Unidos, prefiriendo áreas arbustivas densas. Se alimenta principalmente de semillas e insectos.
Su canto es un silbido de tres notas, descendente, con algunas tonalidades lastimeras. Anida en arbustos y pone entre 3 y 5 huevos blancos con manchas parduscas.